# Dipnorhynchus
A Dipnorhynchus az izmosúszójú halak (Sarcopterygii) osztályának tüdőshalalakúak (Ceratodontiformes) rendjébe, ezen belül a fosszilis Dipnorhynchidae családjába tartozó nem.
Családjának a névadó típusneme.
Egyes rendszerezések szerint nem tartozik a tüdőshalalakúak rendjébe, hanem a tüdőshalak (Dipnoi) alosztályán belül annak egy másik fosszilis csoportjába.

## Tudnivalók
A Dipnorhynchus a devon időszak idején élt. Maradványait Ausztráliában és Európában találták meg. A tüdőshalak ősibb vonásait mutatja; a többiektől eltérően a koponya két félteke összevolt forrva, a kezdetleges szárazföldi négylábúakhoz hasonlóan. Úgy az állcsontján, mint az állkapocscsontján csontoslemezek szolgáltak fog helyett. Az állat körülbelül 90 centiméter hosszú lehetett.

## Rendszerezés
A nembe az alábbi 1 faj tartozik (meglehet, hogy a lista hiányos):
- †Dipnorhynchus sussmilchi Etheridge Jr.

## Fordítás
- Ez a szócikk részben vagy egészben  a   Dipnorhynchus című angol Wikipédia-szócikk ezen változatának fordításán alapul.  Az eredeti cikk szerkesztőit annak laptörténete sorolja fel. Ez a jelzés csupán a megfogalmazás eredetét és a szerzői jogokat jelzi, nem szolgál a cikkben szereplő információk forrásmegjelöléseként.
- Ez a szócikk részben vagy egészben  a   Dipnorhynchus című holland Wikipédia-szócikk ezen változatának fordításán alapul.  Az eredeti cikk szerkesztőit annak laptörténete sorolja fel. Ez a jelzés csupán a megfogalmazás eredetét és a szerzői jogokat jelzi, nem szolgál a cikkben szereplő információk forrásmegjelöléseként.